# Teateråret 1975

## Händelser

### Okänt datum
- Jan-Olof Strandberg efterträder Erland Josephson som chef för Dramaten
- Suzanne Osten bildar Unga Klara inom Stockholms stadsteater

## Priser och utmärkelser
- O'Neill-stipendiet tilldelas skådespelaren Ernst-Hugo Järegård
- Thaliapriset tilldelas skådespelaren Keve Hjelm
- Jussi Björlingstipendiet tilldelas operasångerskan Busk Margit Jonsson

## Årets uppsättningar

### Januari
- 1 januari - Ingmar Bergmans uppsättning av Mozarts opera Trollflöjten med Håkan Hagegård som "Papageno" sänds i TV [1].

### September
- 27 september - Per Olov Enquists August Strindberg-pjäs Tribadernas natt uruppförs på Dramaten och ges sedan på scener utanför Sverige [2].

### Okänt datum
- Staffan Göthes pjäs Den itusågade damen har urpremiär
- Farsen Fars lille påg med Nils Poppe lockar 50 000 besökare till Fredriksdalsteatern i Helsingborg.

## Avlidna
- 19 juni – Olle Andersson, 37, svensk skådespelare.